# Prionus pocularis
Prionus pocularis es una especie de escarabajo longicornio del género Prionus, tribu Prionini. Fue descrita científicamente por Dalman en 1817.
Se distribuye por Canadá y Estados Unidos. Mide 25-45 milímetros de longitud. El período de vuelo ocurre en los meses de mayo a agosto.